# 高木実 (地図切手研究家)
高木 実（たかぎ みのる、1939年9月7日 - 2009年4月3日）は、日本の地図切手研究家。
神奈川県横浜市出身。学校法人高木学園創立者・高木君の孫。横浜国立大学学芸学部附属横浜中学校、東京都立小山台高等学校を経て、1964年早稲田大学政治経済学部卒業、八幡製鉄（のち新日本製鐵）勤務。1987年経済広報センター研究員として出向。1991年退社、学校法人高木学園理事長。趣味で地図切手を収集し、著作をなした。

## 著書
- 『地図切手の世界』日本交通公社出版事業局 1981
- 『地図切手を読む 世界の39の島』新潮選書 1984
- 『小さな地図への旅 地図切手の世界』旺文社文庫 1985
- 『ジュニア地図帳 こども世界の旅』花沢真一郎イラスト 平凡社 1986
- 『ジュニア地図帳 こども日本の旅』花沢真一郎イラスト 平凡社 1987
- 『ジュニア地図帳 こども歴史の旅』平凡社 1989

### 共著
- 『はじめましてせかいちず』高木幸子共著 塚本馨三イラスト 平凡社 1991
- 『はじめましてにほんちず』高木幸子共著 塚本馨三イラスト 平凡社 1991